# Lita Chevret
Lita Chevret, née le 27 mai 1908 à Oakland en Californie, morte le 23 mai 2001 à Palm Springs, est une actrice américaine qui a commencé sa carrière au début du cinéma sonore. Elle figure dans plus de 60 films entre 1929 et 1940.

## Biographie
Elle fait ses débuts dans une compagnie théâtrale à l'âge de 16 ans. Étant danseuse, elle débute au cinéma dans le film musical de la Fox Fox Movietone Follies of 1929 dans un rôle non crédité. L'année suivant elle apparaît avec un rôle significatif dans Words and Music, le premier film de John Wayne, puis dans Rio Rita, un des plus grands succès de l'année. Elle obtient un contrat de trois ans avec RKO, qui a été renouvelé pour trois années supplémentaires. Cependant elle se retrouve reléguée le plus souvent à des rôles mineurs ou secondaires. Quand son contrat se termine en 1936, elle décide de ne pas le renouveler et devient actrice indépendante. Elle se retire du milieu du cinéma en 1941.

## Filmographie
- 1929 : Fox Movietone Follies of 1929 : Chorine
- 1929 : Le Signe sur la porte (Locked Door) : fille sur la barque
- 1929 : Words and Music : Showgirl
- 1929 : Tanned Legs : fille à la plage
- 1929 : Rio Rita : Showgirl
- 1930 : The Pay-Off : Margy
- 1930 : The Cuckoos : Slot Machine Señorita
- 1931 : La Princesse amoureuse (The Royal Bed) : Lady-in-waiting
- 1931 : Laugh and Get Rich : invitée
- 1931 : Everything's Rosie : Madeline Van Dorn
- 1931 : Kept Husbands : Gwen
- 1931 : Three Who Loved : invitée
- 1932 : L'Âme du ghetto (Symphony of Six Million) : Birdie Klauber
- 1932 : Ladies of the Jury : Cynthia Tate
- 1932 : What Price Hollywood? : actrice
- 1932 : Girl Crazy : Mary
- 1932 : Une heure près de toi : Party Guest
- 1932 : Fille de feu (Call Her Savage) : Party Guest
- 1932 : Rockabye : Party Guest
- 1932 : After Tomorrow : employée de bureau
- 1932 : Westward Passage : Woman at Party
- 1932 : Merry-Go-Round : Mary
- 1932 : The Big Flash : Nadine
- 1933 : The Man Who Dared: An Imaginative Biography : Miss Rainey
- 1933 : Daring Daughters : Gwen Moore
- 1933 : Goldie Gets Along : Marie Gardner
- 1933 : La Femme aux gardénias (Double Harness)
- 1933 : Only Yesterday (non créditée)
- 1934 : Charlie Chan's Courage : Chorus Girl
- 1934 : Fascination (Glamour) : Grassie
- 1934 : Romance in the Rain : Jennie
- 1934 : Transatlantic Merry-Go-Round : comtesse de Marino
- 1934 : The Girl from Missouri : Miss Ulricks
- 1935 : Dante's Inferno : Mrs. Martin
- 1935 : Ship Cafe (en) de Robert Florey : professeur de danse
- 1935 : Casino de Paris : étudiante
- 1935 : La Femme au masque : invitée
- 1935 : Les Nuits de la pampa (Under the Pampas Moon) : la jolie fille
- 1935 : The Murder Man : Clara
- 1936 : Champagne Charlie : joueuse à la roulette
- 1936 : Follow the Fleet : la femme au casino
- 1937 : Criminal Lawyer : Nora James
- 1937 : Sandflow : Rose Porter
- 1937 : Espionnage : secrétaire française
- 1937 : Camille : Woman in theater box
- 1938 : Rebellious Daughters : Rita
- 1938 : The Road to Reno : Gladys
- 1939 : The Women : femme
- 1940 : The Fatal Hour : Tanya Sarova
- 1940 : Midnight Limited : Mae Krantz
- 1940 : Indiscrétions (The Philadelphia Story) : Manucure